# Юджени
«Юджени» (фр. Eugénie) — художественный фильм 1973 года, поставленный в 1970 году режиссёром Хесусом Франко по мотивам рассказа маркиза де Сада «Эжени де Франваль» (фр. Eugénie de Franval). Не рекомендуется к просмотру лицам, не достигшим 18-летнего возраста.

## Сюжет
Юджени — красивая, но застенчивая молодая девушка, живущая уединённо со своим отчимом — известным писателем, специализирующимся на эротике. Однажды, после прочтения произведения своего отчима, Юджени начинает испытывать к нему любовные чувства. А её отчим, тем временем, задумывает идеальное убийство.

## В ролях
| Актёр           | Роль                         |
| --------------- | ---------------------------- |
| Соледад Миранда | Юджени                       |
| Пауль Мюллер    | Альберт Роттек, отчим Юджени |
| Андрес Моналес  | Пол                          |
| Грета Шмидт     | Китти                        |
| Элис Арно       | фотомодель                   |
| Хесус Франко    | Аттила Таннер, писатель      |